# ایسوزو
ایسوزو (به ژاپنی: いすゞ自動車株式会社) شرکت خودروسازی چندملیتی ژاپنی است، که در زمینه طراحی، توسعهٔ فناوری و تولید انواع وسایل‌نقلیه تجاری، ازجمله اتوبوس، کامیون‌های سبک و سنگین، همچنین موتورهای دیزلی و دیزل‌ژنراتورها فعالیت می‌کند.
ریشه‌های تأسیس شرکت خودروسازی ایسوزو به سال ۱۹۱۶ بازمی‌گردد، که شرکت گاز توکیو با مشارکت شرکت کشتی‌سازی ایشیکا واجیما، اقدام به راه‌اندازی شرکت خودروسازی ایشیکا واجیما نمود. این شرکت سال‌های نخست، فعالیتش به فروش خودروهای شرکت وولزلی محدود می‌شد، تا اینکه در سال ۱۹۲۲ اقدام به مونتاژ نخستین خودروی این شرکت بریتانیایی نمود.
در سال ۱۹۳۴ مدیران شرکت پس از مشورت و نشستی که با مسئولان وقت وزارت صنعت و بازرگانی ژاپن داشتند، سرانجام نام ایسوزو را برای این شرکت انتخاب کردند، که برگرفته از نام رودخانه ایسوزو بود.
نخستین خودرویی که شرکت ایسوزو به‌طور مستقل طراحی و تولید نمود، ایسوزو بلل نام داشت، که در سال ۱۹۶۱ به بازار خودروی ژاپن عرضه شد. دفتر مرکزی شرکت ایسوزو در شهر توکیو قرار دارد.
بخشی از سهام این شرکت در بازار بورس اوراق بهادار توکیو معامله می‌شود، همچنین به‌عنوان جزئی از شاخص‌های نیکی ۲۲۵ و تاپیکس ۱۰۰ به‌شمار می‌آید. شرکت ایسوزو در سال مالی ۲۰۱۲ میلادی، با تولید ۴۸۰٫۸۸۹ دستگاه خودرو، در رتبه ۲۹ از بزرگترین خودروسازان جهان قرار داشت.